# Andreu Colomer i Munmany
Andreu Colomer i Munmany (Vic, Osona, 16 de juny del 1913 – 20 de juliol del 2008) va ser un empresari i mecenes català.

## Biografia
Va ser continuador d'una nissaga empresarial de pelleters iniciada el 1792, i que com a Colomer i Munmany S.A s'ha expandit arreu del món. En la dècada de 1930 milità en la Federació de Joves Cristians de Catalunya i el 1936 anà a Brussel·les a ampliar la seva formació empresarial. Va tornar a Vic en 1939 i continuà el negoci familiar orientant-lo a l'exportació i establint fàbriques a Grècia, Iraq i Brasil. Fou membre de Foment del Treball Nacional, de l'Organització de les Nacions Unides per al Desenvolupament Industrial (ONUDI) i president de la Mútua Asepeyo. A la ciutat de Vic va impulsar la recuperació del Convent de Sant Domènec, de la Casa de la Caritat i patrocinà la fundació de l'Escola del Treball.
El 1990 va rebre la Creu de Sant Jordi i el 2000 va crear la Fundació Andreu Colomer per a promoure i fomentar la conservació, el coneixement i la difusió de l'art de la pell. En aquesta línia, un dels seus grans projectes vitals va ser l'obertura del Museu de l'Art de la Pell de Vic, on hi diposità la seva col·lecció privada.